# Belgium (Virginia Occidental)
Belgium es un área no incorporada ubicada dentro del Distrito Oeste, una división civil menor del condado de Taylor (Virginia Occidental), Estados Unidos. Está catalogada como un asentamiento humano por la Junta de Nombres Geográficos de los Estados Unidos.
El número de identificación (ID) asignado por el Servicio Geológico de Estados Unidos es 1553843.

## Geografía
Se encuentra a una altitud de 341 m s. n. m. (1119 pies) según el conjunto de datos de elevación nacional.